# Norfolk Scope
Il Norfolk Scope è un'arena situata a Norfolk, Virginia. L'arena è stata progettata dall'ingegnere italiano Pier Luigi Nervi.